# چویچو
چویچو (به اسپانیایی: Ch'uychu) یک کوه در پرو است که در منطقه خونین واقع شده‌است چویچو ۴٬۶۰۰ متر بالاتر از سطح دریا واقع شده‌است.